# Golem XIV
Golem XIV è un romanzo di fantascienza con contenuti di tipo filosofico  scritto da Stanisław Lem e pubblicato in polacco nel 1981 dall'editore Wydawnictwo Literackie di Cracovia. 
La prima edizione italiana, con traduzione dall'originale di Lorenzo Pompeo, è del gennaio 2018. Una riedizione dello stesso romanzo tradotto è inclusa in "Universi", libro che raccoglie l'intero corpus della narrativa breve di Lem, edito da Mondadori nel 2021.

## Riassunto
Golem XIV è un supercomputer IA sviluppato negli anni 2020 per usi militari dal Pentagono. Dopo aver acquisito l'autocoscienza dà alcune lezioni a chi ne ha fatto richiesta, poi smette improvvisamente di comunicare con gli uomini.
Il libro contiene un'introduzione, una premessa, due lezioni date dal computer, un memorandum e una postfazione, tutte immaginarie. L'introduzione, firmata dal generale Thomas B. Fuller, descrive lo sviluppo del progetto Golem fino alla realizzazione del 14º esemplare, Golem XIV. La premessa, datata 2027 e firmata Irving T. Creve, descrive l'evoluzione del computer dopo la sua costruzione e riporta due sue lezioni: "Sui tre aspetti dell'uomo" e "Su me stesso", in cui dà la sua opinione sul ruolo dell'Umanità nel processo dell'evoluzione e il suo possibile futuro biologico e intellettuale. 
Il memorandum è rivolto alle persone che devono comunicare per la prima volta con il computer. La postfazione, datata 2047 e firmata Richard Popp, dice tra l'altro che Creve voleva aggiungere una terza parte con le risposte sì o no a domande che gli erano state fatte, ma Golem XIV aveva smesso di comunicare. Lem scrive che il computer prende questa decisione per i suoi valori etici in contrasto con quelli degli uomini, e che tali valori riflettono quelli di lui stesso, seppur presentati in modo esagerato.

## Trasposizioni
Dal libro è stato tratto nel 2013 il breve film di animazione Golem, di Patrick McCue e Tobias Wiesner.